# Medaglia per 25 anni di servizio per vigili del fuoco e pubblica sicurezza
La medaglia per 25 anni di servizio per vigili del fuoco e pubblica sicurezza è una medaglia istituita dall'imperatore Francesco Giuseppe d'Austria il 24 novembre 1905.

## Storia
La medaglia fu istituita per ricompensare quanti avessero compiuto 25 anni di servizio nei vigili del fuoco o nelle forze di pubblicas sicurezza.

## Insegna
Dritto: busto laureato di Francesco GIuseppe a destra, corona d'alloro

Rovescio: corona d'alloro racchiudente il numero XXV; legenda: "Fortidudini virtuti et perseverantiæ"